# Dolls (bande originale)
Pour un article plus général, voir Dolls.
Albums de Joe Hisaishi
Castle in the Sky めいとこねこバス サウンドトラック
(Mei to Konekobasu Soundtrack)
Dolls est un film de Takeshi Kitano dont la bande originale a été composée par Joe Hisaishi en 2002. Il s'agit de leur septième et dernière collaboration du fait d'une divergence sur la musique à apposer sur le film, Kitano ayant sélectionné une vingtaine de minutes sur environ une heure d'orchestration.

## Titres
| No | Titre             | Durée |
| -- | ----------------- | ----- |
| 1. | ' 桜 (Sakura)     | 4:40  |
| 2. | ' 白 (Pure White) | 2:48  |
| 3. | ' 捩 (Mad)        | 4:55  |
| 4. | ' 感 (Feel)       | 4:59  |
| 5. | ' 人形 (Dolls)    | 4:12  |